# Wereldkampioenschappen badminton junioren 1998
De 4e editie van de Wereldkampioenschappen badminton junioren werden in 1998 georganiseerd door de Australische stad Melbourne.

## Individuele wedstrijd

### Medaillewinnaars
| Onderdeel      | 1e plaats                    | 2e plaats                | 3e plaats                               |
| -------------- | ---------------------------- | ------------------------ | --------------------------------------- |
| Jongens enkel  | Zhang Yang                   | Yeoh Kay Bin             | Arief Rasidi                            |
| Jongens enkel  | Zhang Yang                   | Yeoh Kay Bin             | Chen Yu                                 |
| Meisjes enkel  | Gong Ruina                   | Hu Ting                  | Dong Fang                               |
| Meisjes enkel  | Gong Ruina                   | Hu Ting                  | Rong Li                                 |
| Jongens dubbel | Chan Chong Ming Tao Seng-Kok | Jiang Shan Cai Yun       | Choi Min Ho Jung Sung-gyun              |
| Jongens dubbel | Chan Chong Ming Tao Seng-Kok | Jiang Shan Cai Yun       | Sudket Prapakamol Phattapol Ngernsrisuk |
| Meisjes dubbel | Zhang Jiewen Xie Xingfang    | Gong Ruina Huang Sui     | Lee Hyo-jung Jun Woul-sik               |
| Meisjes dubbel | Zhang Jiewen Xie Xingfang    | Gong Ruina Huang Sui     | Vita Marissa Eny Widiowati              |
| Gemengd dubbel | Chan Chong Ming Joanne Quay  | Choi Min Ho Lee Hyo-jung | Cai Yun Xie Xingfang                    |
| Gemengd dubbel | Chan Chong Ming Joanne Quay  | Choi Min Ho Lee Hyo-jung | Jiang Shan Huang Sui                    |

## Medaille klassement
|    | Land       | Goud | Zilver | Brons | Totaal |
| -- | ---------- | ---- | ------ | ----- | ------ |
| 1. | China      | 3    | 3      | 5     | 11     |
| 2. | Maleisië   | 2    | 1      | 0     | 3      |
| 3. | Zuid-Korea | 0    | 1      | 2     | 3      |
| 4. | Indonesië  | 0    | 0      | 2     | 2      |
| 5. | Thailand   | 0    | 0      | 1     | 1      |